# Burglahr
Burglahr település Németországban, Rajna-vidék-Pfalz tartományban. Burglahr országosan elismert üdülőhely. Lakosainak száma 507 fő (2023. december 31.).

## Földrajza
Burglahr a Rhein-Westerwald természetvédelmi területen, a Wied völgyében fekszik, mintegy 167 méteres tengerszint feletti magasságban. A szomszédos közösségek Peterslahr és Oberlahr.
Burglahrhoz tartozik Heckerfeld kerület és Wohnplatz Lusthof is.

## Nevének eredete
Nevének lahr utótagja a kelta Lar vagy a Laar-ból származik, mely tisztított földterületet jelent.

## Története
Nevét 1276-ban említették először Lahr vár néven, már a római korban is település állt itt. Vára a Kölni Salentin Isenburg érsekség hűbérbirtoka volt.  A ma látható torony a 14. századból származik. 1664-ben Maximilian Heinrich választófejedelem nyerte el a várat. 1806-tól terület a Nassau hercegséghez tartozott.
Várkastélyát többször is átépítették, mely a 18. századig lakott volt. 1967-1968-ban a megmaradt épületrészt ismét helyreállították, mely ma az önkormányzat tulajdonában van.

## Galéria

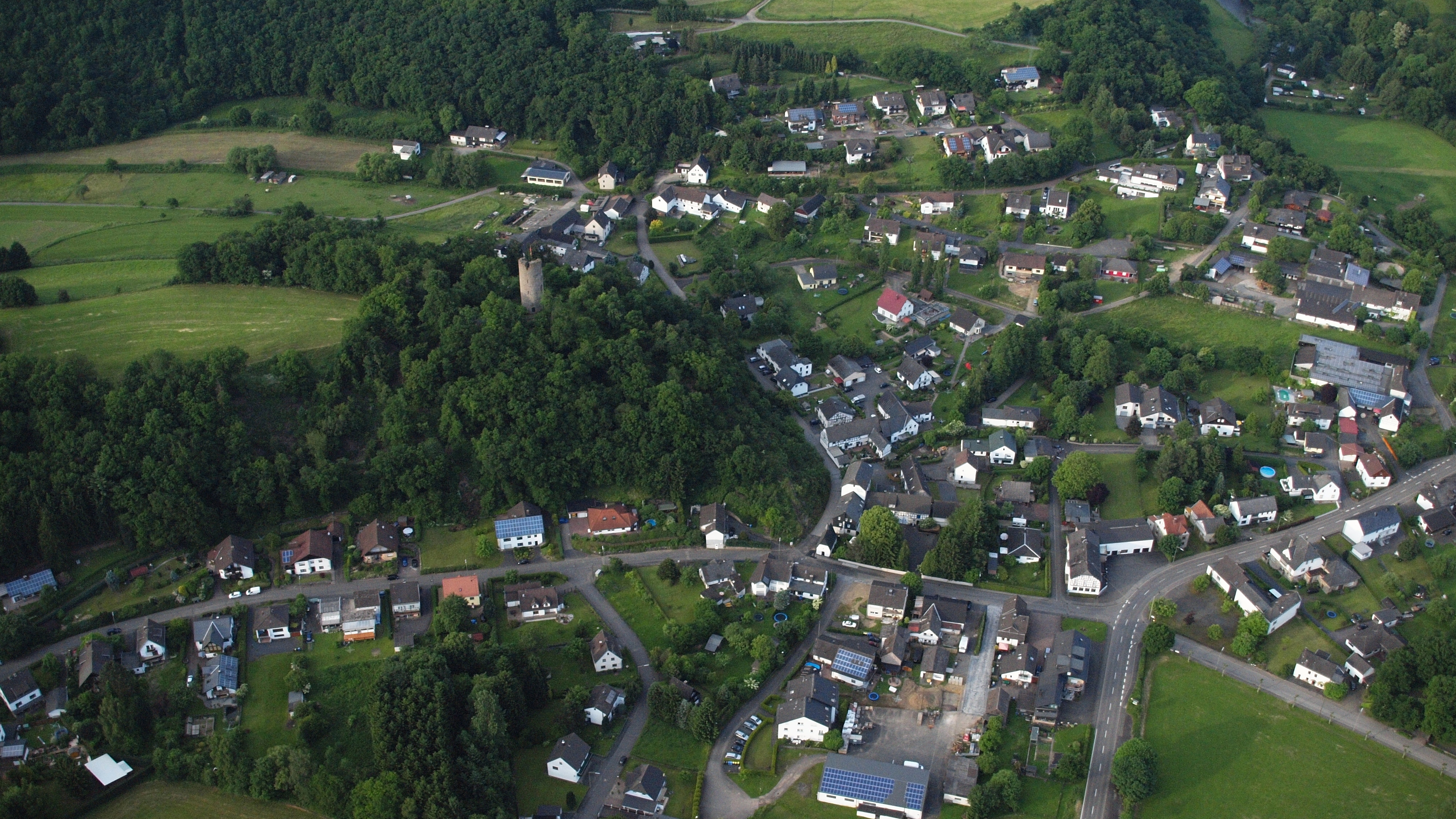
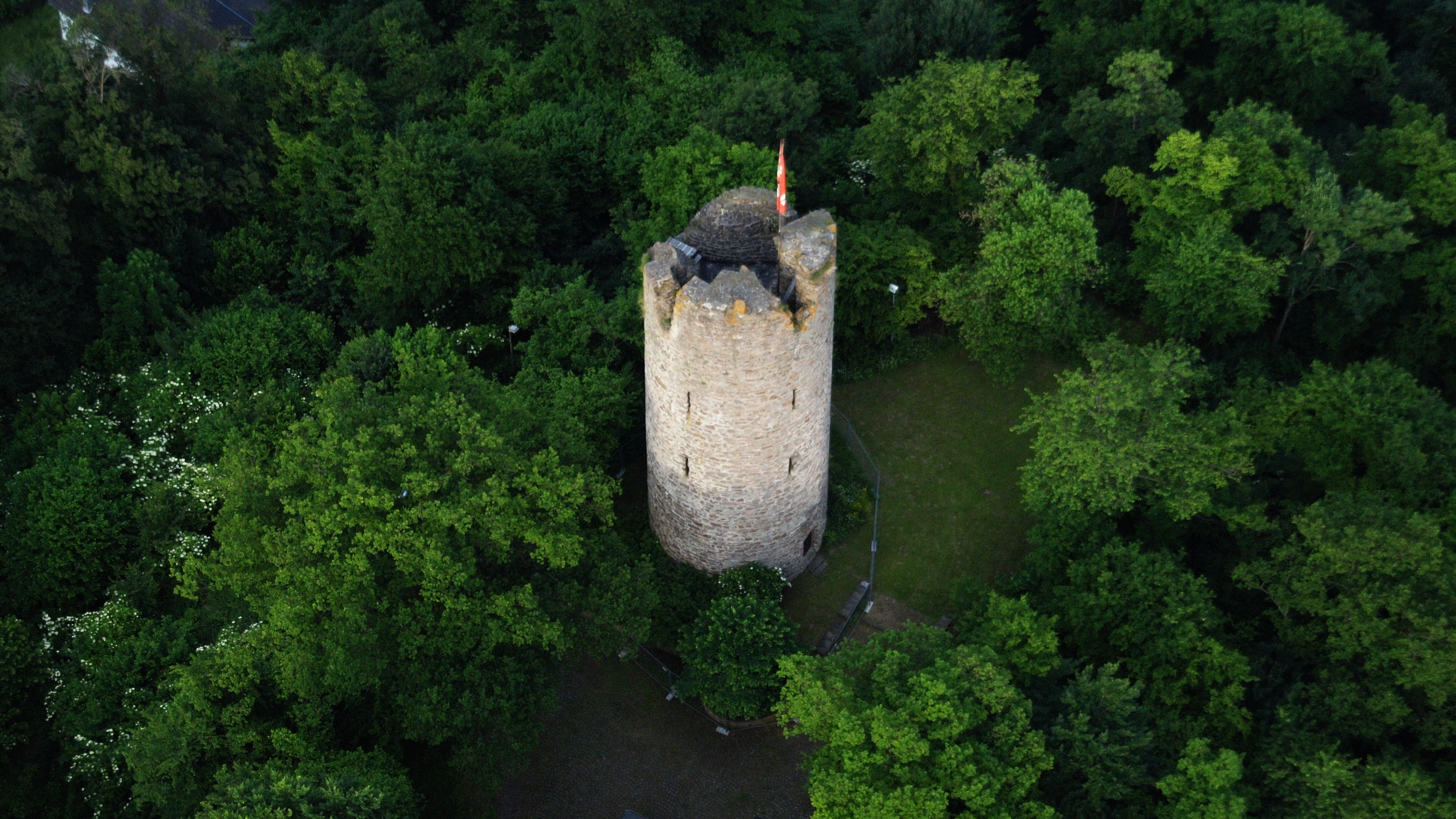
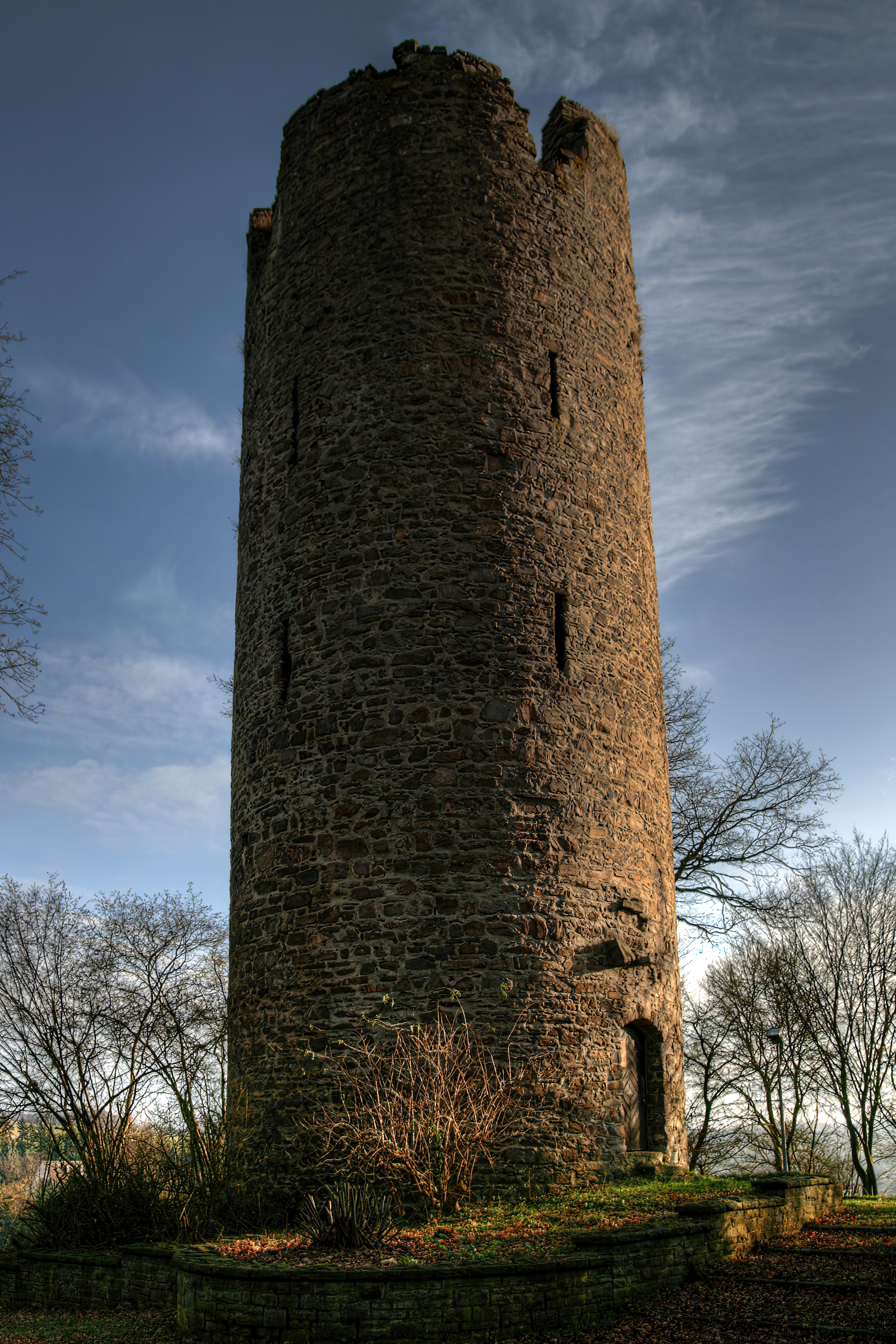

## Népesség
A település népességének változása:
| Lakosok száma | 342  | 517  | 521  | 508  | 506  | 507  |
|               | 1975 | 2017 | 2019 | 2021 | 2022 | 2023 |